# 板垣退助岐阜遭難事件
板垣退助岐阜遭難事件（いたがきたいすけぎふそうなんじけん）とは、1882年（明治15年）4月6日に岐阜で、自由党党首板垣退助が暴漢（相原尚褧）に襲われた事件である。「板垣退助岐阜暗殺未遂事件」ともいう 。「板垣死すとも自由は死せず」の言葉が発せられた事件として知られる。板垣を標的とする暗殺未遂事件は「文久3年乾退助暗殺未遂事件」を初めとして6回あり、岐阜遭難は3回目の事件。この他には「明治元年板垣退助暗殺未遂事件」、「明治17年板垣退助暗殺未遂事件」や「明治24年板垣退助暗殺未遂事件」、「明治25年板垣退助暗殺未遂事件」が起きたが、岐阜遭難は板垣暗殺未遂事件の中で最も著名なものである。

## 事件前の状況

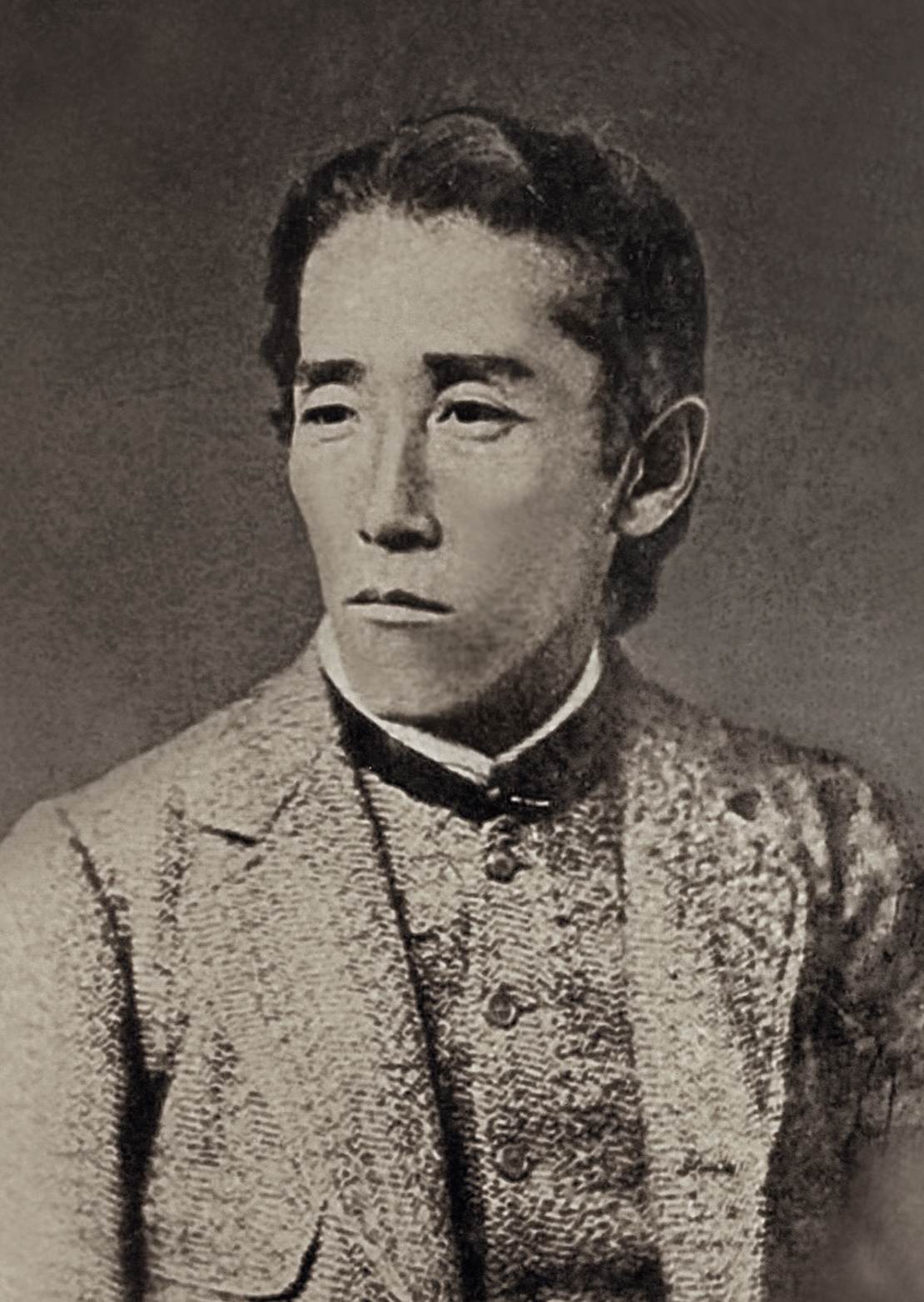
板垣退助（1880年頃撮影）

1881年（明治14年）10月18日、10年後の国会開設の詔が出されたのを機に自由党（日本初の政党の一つ）が結成され、自由民権運動は頂点を迎える。そのような中、11月9日に板垣退助は自由党総理（党首）に就任する。
1882年（明治15年）3月10日、板垣は竹内綱、宮地茂春、安芸喜代香（坂本龍馬の親族）らとともに、東海道遊説旅行の為に東京を出発。静岡、浜松を経て、3月29日に名古屋で演説後、4月5日に岐阜の旅館（玉井屋）に到着する。
4月6日午後1時、岐阜県厚見郡富茂登村 (現岐阜市)の神道中教院（現在の岐阜公園にあった神道の布教所）にて、板垣、内藤魯一らが自由党懇親会の演説を行い、午後6時頃演説を終える。

## 板垣退助遭難

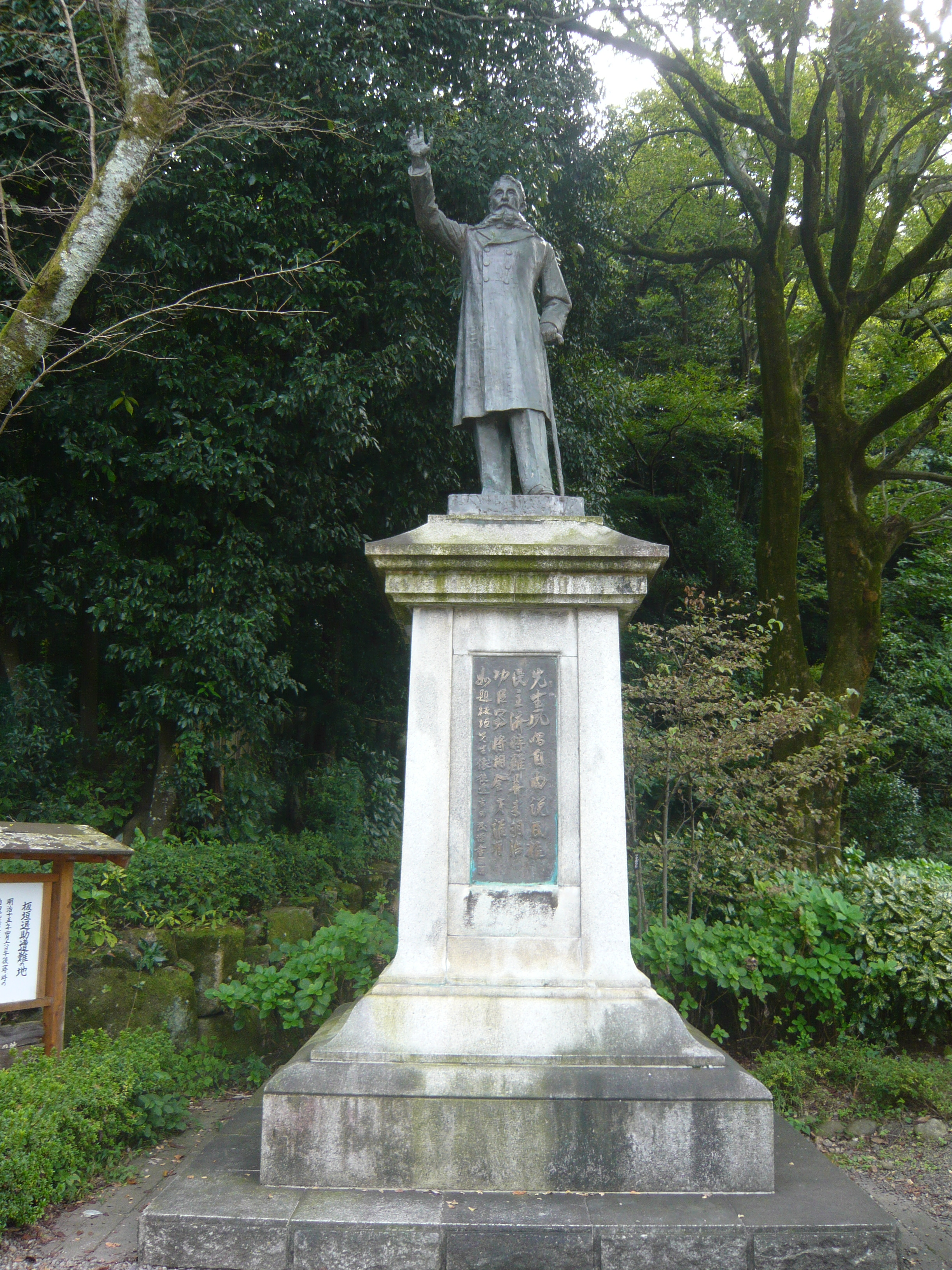
遭難の地に建つ板垣退助の銅像。岐阜公園にて（岐阜市）題辞は吉田茂揮毫

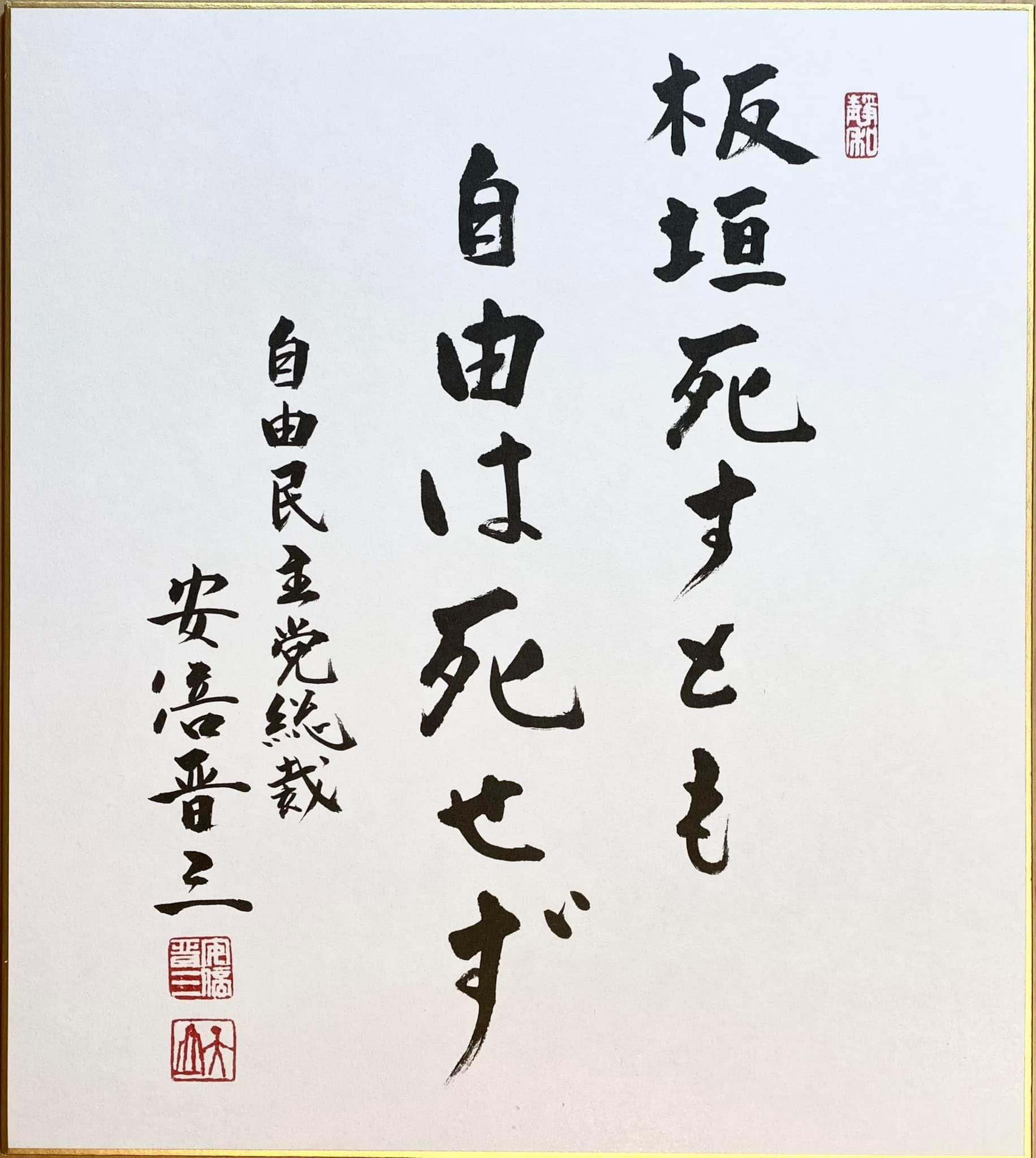
板垣死すとも自由は死せず
（板垣退助百回忌に際し安倍晋三揮毫）

1882年（明治15年）4月6日午後6時半頃、板垣は帰途に就こうと中教院の玄関の階段を下りる。その時、「将来の賊」と叫びながら相原尚褧が、刃渡り9寸（約27センチメートル）の短刀を振りかざし板垣に襲い掛かる。（板垣自身は『将来の賊』ではなく『国賊』と聞こえたと証言）相原は板垣の胸を狙い、左胸を刺す。板垣は相原の腹部に肘で当身を行い（板垣は呑敵流小具足（柔術）を会得していた）怯ませるが、再び相原は襲い掛かる。板垣は短刀を持った手を押さえた際、短刀で親指と人差し指の間を負傷する。二人がもみ合うのに気づいた内藤魯一が駆け寄り、相原を押さえ込む。
その場にいた者たちは第2の刺客に警戒しつつ板垣を連れ、門前の傘屋に避難する。通報を受けた岐阜警察署から警察医が派遣され、診察をする。その結果、命に別状は無いが、左胸、右胸に各1か所、右手に2か所、左手に2か所、左頬に1か所の、計7か所に傷を負っていた。板垣は輿に乗せられ旅館に戻り、警察は相原を連行した。
夜になり、東京の自由党本部に板垣遭難の連絡が入る。この時点では板垣が殺されたという連絡であり、大石正巳は、後藤象二郎、谷重喜にその事を伝える。怒った後藤象二郎は直ちに岐阜へ向かう用意をするが、板垣が無事という報告を受けると、自由党総代として谷重喜のみ岐阜へ向かう。又、知らせを受けた大阪の中島信行ら幹部党員十数名、高知の片岡健吉、植木枝盛、その他隣の愛知県、板垣の故郷高知県からも自由党志士が岐阜に向かい、立憲改進党の大隈重信も使いを岐阜へ向かわせる。各地の民権主義者の行き来で、岐阜はさながら革命前夜のようになったという。この状態は勅使到着まで続いた。

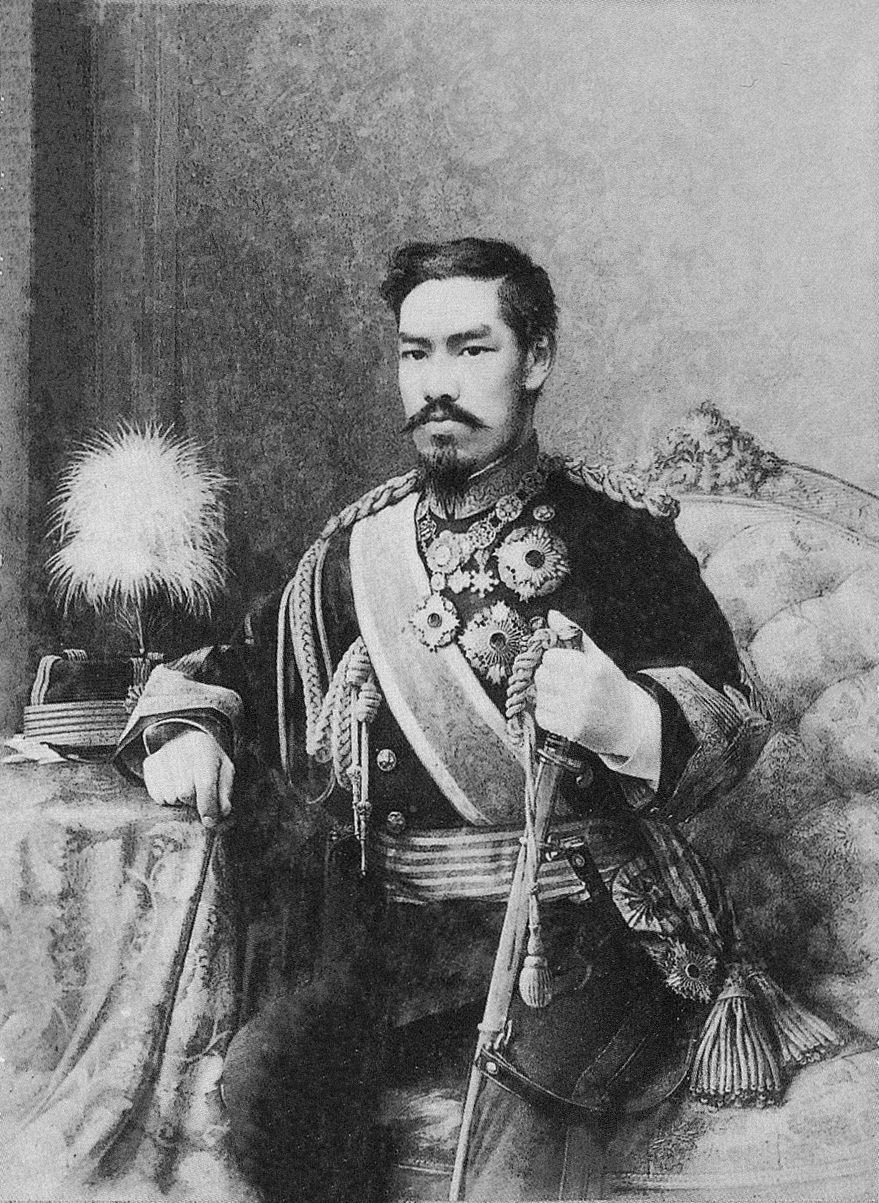
明治天皇（明治21年(1888年)頃)

4月7日、政府首脳にも板垣遭難の連絡が入り、政府は閣議を中止。山縣有朋は明治天皇に事件を上奏すると、天皇は『板垣は国家の元勲なり。捨ておくことは出来ない』と発した。（これは『元勲』という言葉の使われた初出である）そして、直ちに勅使の派遣が決定する。同日午前、内藤魯一の連絡を受けた愛知医学校長兼病院長の後藤新平が板垣の治療の為に訪れる。当初、県当局は板垣の治療をためらったが、後藤は自身の去就をかけ治療に急いだ。板垣は後藤新平を政府からの刺客と勘違いし会う事を断るが、まわりの者に説得されて治療を受け正午過ぎに治療を終える。その際、板垣は「彼（後藤）を政治家にできないのが残念だ」と口にしたという。
正午過ぎ、翌日に明治天皇勅使・西四辻公業の来訪との電報を受ける。一部の自由党員は、刺客が政府によるものと思い、勅使を追い返す事を訴えるが、板垣はこの事を咎め、勅使を受け入れる事を決める。その頃、勅使来訪の知らせを受けた岐阜県令・小崎利準は態度を豹変。慌てて見舞いを送るが、事件後に国会開設活動に反対の立場であった小崎が、板垣への医師派遣を妨害していた事などから、小崎の見舞いを断る。
4月12日、明治天皇の勅使・西四辻公業が到着。御手許金300円をご下賜あらせらる。板垣は勅使より受け取った天皇の言葉に感動し涙を流し、傷をかばいながら寝床より起き上がり端坐した。そうして居ずまいを正し、皇居の方角を向き、両手をついて頭を下げ、深々と拝礼し天皇への感謝の意を表明した。
4月15日、傷が癒えた板垣は、岐阜から大阪へと出発する。前日、幹部達が岐阜で演説会を開くと、板垣人気で群衆3000人が集まった。道中彦根で懇親会を開いた。

## 「板垣死すとも自由は死せず」の真相
「板垣死すとも自由は死せず」という有名な言葉は、板垣が襲撃を受けた際に叫んだと思われているが、実際には犯人を取り押えた後に発した言葉である。
かつて『報知新聞』の記者であった某氏は、この「『板垣死すとも自由は死せず』の言葉は、内藤魯一が事件時に叫んだ言葉であり、内藤が板垣が叫んだ事にした」という事を聞き取材を重ねたが、それを裏付ける証拠が一つも無く、逆に実際にその場で板垣が発言した証拠と、板垣の言葉を聞いたと言う証言で溢れかえる結果となった。板垣自身は、当時の様子を下記のように記している。
4月6日の事件後すぐに出された4月11日付の『大阪朝日新聞』においても、「板垣は『板垣は死すとも自由は亡びませぬぞ』と叫んだ」と記されており、当時に於いてこれを否定する報道は一つも無いばかりか、事件現場の目撃者らを初め兇漢の相原尚褧自身もこれを否定していない。
さらに、近年、政府側の密偵で自由民権運動を監視していた立場の目撃者・岡本都與吉(岐阜県御嵩警察署御用掛)の報告書においても、板垣自身が同様の言葉を襲撃された際に叫んだという記録が発見され今日に至っている。
- 「板垣ハ死スルトモ自由ハ亡ヒス」（自由党の臨時報より）
- 「吾死スルトモ自由ハ死セン」（岐阜県御嵩警察署員(政府密偵)・岡本都與吉の上申書より）
- 「我今汝カ手ニ死スルコトアラントモ自由ハ永世不滅ナルヘキゾ」（岐阜県警部長・川俣正名の報告書より[13]）

他にも、実際には土佐弁で叫んだとも言われている。
咄嗟にあの発言が出来たのか

岐阜遭難事件の約1年半前の1880年(明治13年)11月、板垣は甲府・瑞泉寺で政党演説を行い、主催者の峡中新報社の好意に対し、
と礼を述べ、さらに事件より半年前の1881年(明治14年)9月11日には、大阪・中之島「自由亭」の懇親会で、
と発言しており、2020年（令和2年）に刊行された『板垣退助』（中公新書）の著者・中元崇智は「平素から自由主義に命をかける決意があったから、咄嗟の場であの発言が出来たというのが真相であろう」としている。

## 襲撃犯
板垣を襲撃した犯人、相原尚褧（あいはらなおぶみ）は愛知県東海市横須賀の小学校教員であり、温和で寡黙だったという。政治運動には関心が薄かったが東京日日新聞の保守主義に傾倒していた。その為に自由党を敵視しており、板垣の東海道遊説を知ると板垣の殺害を決意する。1882年（明治15年）4月5日、自由党員に扮し、岐阜の玉井屋に泊まる。この時、殺害のために板垣との面会を試みたが断られる。そして翌日、犯行におよんだ。

### 助命嘆願と特例恩赦
岐阜事件後、6月26日から岐阜重罪裁判所で裁判を受ける。板垣退助自身が相原尚褧に対する助命嘆願書を提出、相原は極刑を避けられて無期懲役となる。1889年(明治22年)の大日本帝国憲法発布に伴う恩赦に関しては、当初は「相原尚褧は国事犯ではない」とされ「恩赦」の規定外の扱いであった。これは、相原が暗殺を企てた当時、板垣退助は参議(公職)を辞し民間にあったため、単なる「民間人に対する殺害未遂」として裁かれた為である。しかし、自由民権運動の逮捕者が国事犯として恩赦の対象となり、また、板垣が相原に刺された際、明治天皇自らが「板垣は国家の元勲なり」と、勅使を差し向け見舞われた事などを挙げれば、「民間人に対する殺害未遂」ではあるが「国事犯」としての要素を勘案すべき問題であると板垣は論じ、恩赦歎願書を奉呈。相原も恩赦の対象となることが出来た。

### 相原の改心と謝罪
相原尚褧が恩赦となった当時、板垣退助は東京市芝区愛宕町の寓居に住んでいたが、相原は河野廣中、八木原繁祉両氏の紹介状を得て、同年5月11日、八木原氏に伴われて板垣に謝罪に訪れた。板垣は相原に「この度は、つつがなく罪を償はれ出獄せられたとの由、退助に於ても恭悦に存じ参らす」と声をかけると、相原は畏まり「明治15年(岐阜事件)の時の事は、今更、申すまでもございませんが、更に、その後も小生の為に幾度も特赦のことを働きかけて下さった御厚意につきましては幾重にも感謝している次第であります」と礼を述べた。そして相原は逮捕直後に岐阜で撮影された自分の写真を一枚取出し「これを御覧ください。これは小生が伯(板垣)を怨んでいた頃、岐阜で撮影した写真でございます」と板垣に見せた。板垣は「そうでございますか。その時よりは如何にも今は年が老られて見えます。私の知人で自由民権運動家の者で、北海道の監獄に入った者も出獄した時には例外なく年老て見えます。久しき間の御苦労をお察し申し上げます」と感想をもらした。さらに相原はまた一枚の写真を取出して板垣に見せた。「これは、特赦の後に撮影した最近のものですが、小生が謝罪に参りました記念の証として差し上げたいと思っております。伯ももしよろしければ、ご自身のお持ち合せの写真を一枚頂けないでしょうか」と尋ねた。板垣は「左様ですか。いかにも私も一枚、お渡ししたいのですが、近頃、写真を撮る機会が少なくて生憎、今、手許には、一枚もありません。高知の家にはあったと思いますので、帰郷した折を見て必ずお贈りしましょう。もしくは、ここ東京で写真を撮影する機会があればそれをお送りすることが出来るかもしれません。必ずお送りしますのでお待ち下さい」と云った。さらに板垣は「私(退助)は今も昔もひとつも変わらず常に国家の事を考えて行動し、自ら『自分こそが国家の忠臣だ』と信じておりましたが、当時、貴殿は退助を以て社会の公敵と見做し刃を退助が腹に突き立てました。その二人が今は相い互いに相手の事を気遣って出会うとは、人の心の変遷はおかしなものです。後世の史家はあきれるでしょう…」続けて板垣は次のように言った。
このようにして板垣は、相原の再出発を見送った。
しかし相原は殖民開拓の為、北海道へ渡る途上、遠州灘付近で船上から失踪した。船から落とされた、自殺した、または相原の背後で板垣殺人を企てていた組織に殺されたとも言われている。享年36歳。

## 顕彰式典

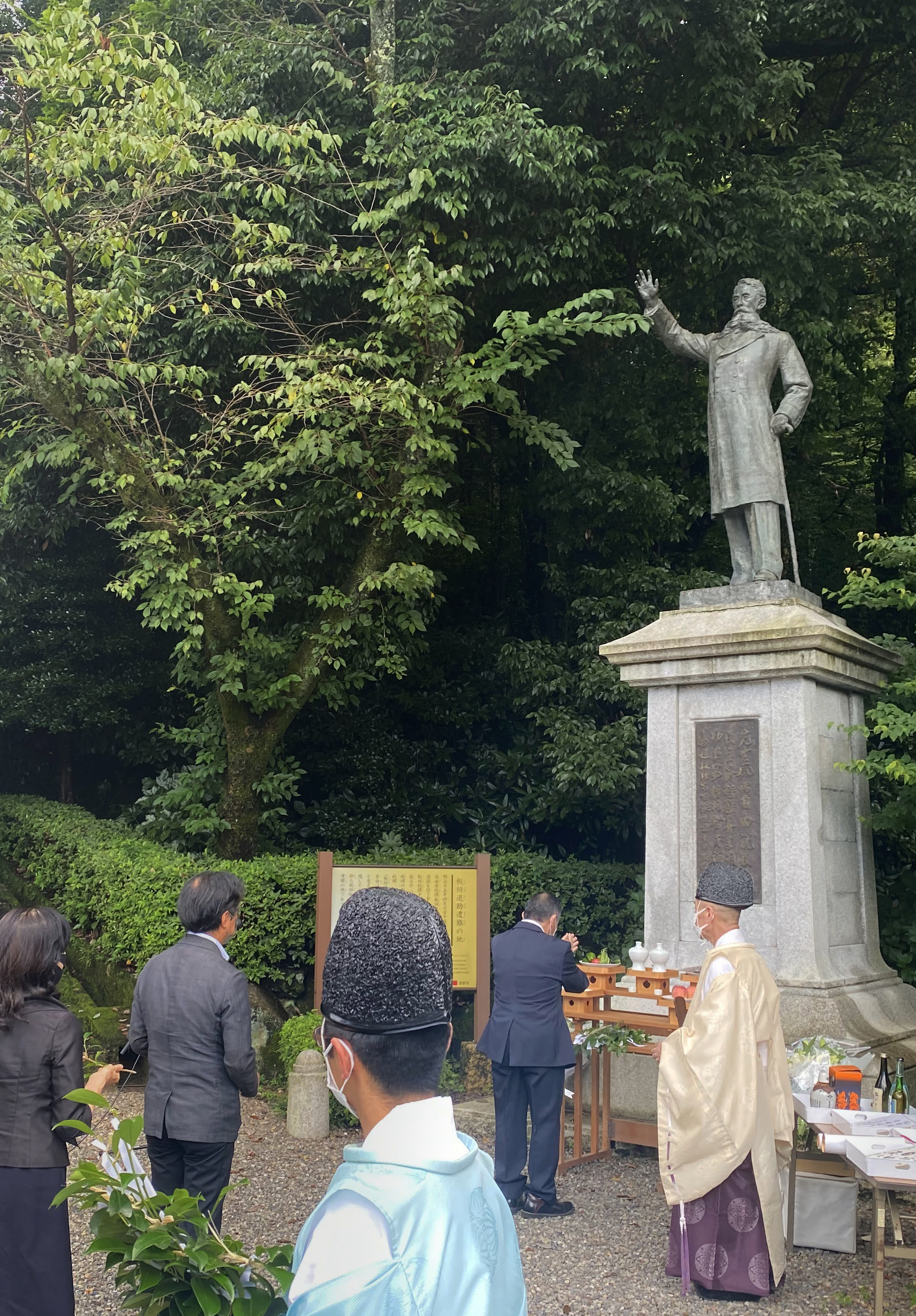
板垣退助岐阜遭難事件140年祭・安倍晋三元総理暗殺事件追悼献花式典

2022年（令和4年）7月17日、岐阜県岐阜公園の板垣退助銅像前において、一般社団法人板垣退助先生顕彰会らにより「板垣退助岐阜遭難140年祭」ならびに「安倍晋三元総理を追悼する献花式」と題し、同年7月8日参議院議員選挙の応援演説の最中に、背後から銃撃を受けて亡くなった安倍晋三元総理に対する慰霊の神事が行われた。岐阜護國神社の宮司が祝詞を奏上し、板垣退助の玄孫・髙岡功太郎をはじめ有志らが玉串を捧げた。
髙岡氏はメディアの取材に対し「国葬云々の議論が出ているが、今、日本は国難の渦中にある。特に国防と安定的皇位継承に関しては、今すぐにでも取り組まなければならない最重要課題。安倍先生は、歴代のどの首相よりも積極的に憲法改正に取り組んでこられた。その功績を広く知って貰えば、答えは言わずとも明らかではないか」と語った。

## その他
1917年（大正6年）、板垣遭難の地である中教院の跡地付近である岐阜県岐阜市の岐阜公園（金華山の麓）に、銅像が建てられた。
板垣が襲撃時に着用していたシャツと、凶器の短刀は現存する。シャツは個人蔵で公開されていないが、短刀は高知市立自由民権記念館に保管されている。

## 特集記事
- 『自由の刃』板垣退助岐阜遭難140年特集（『岐阜新聞』2022年1月9日号)